# Константин Паустовски
Константи́н Гео́ргиевич Паусто́вски (на руски: Константи́н Гео́ргиевич Паусто́вский) е руски журналист и виден писател. Считан е за класик на руската литература, номиниран за Нобелова награда за литература през 1965 г.

## Биография
Паустовски е роден в Москва. Израства в Украйна, отчасти в провинцията и отчасти в Киев. Учи в класическата Първа императорска гимназия в Киев, където е съученик на Михаил Булгаков.
Когато е в 6-и клас, баща му напуска семейството и той е принуден да дава частни уроци, за да изкарва прехраната си. През 1912 г. влиза във факултета по естествена история на Университета в Киев. През 1914 г. Константин Паустовски се премества в Юридическия факултет на Императорския московски университет, но през Първата световна война прекъсва образованието си.
През 1916 г. живее в Таганрог, където работи в ТЕЦ „Тагаранг“. По-късно Паустовски се присъединява към кооперативна асоциация на рибарите в Таганрог, където започва да публикува своя първи роман „Романтики“ (1955).
Умира на 19 юли 1968 г. в Москва.